# Majorstuen (metrostation)
Majorstuen is een metrostation in de Noorse hoofdstad Oslo. Het station werd geopend op 31 mei 1898 en wordt bediend door de lijnen 1, 2, 3, 4 en 5 van de metro van Oslo.